# Tontelea micrantha
Tontelea micrantha är en benvedsväxtart som först beskrevs av Mart.ex Schult., och fick sitt nu gällande namn av Albert Charles Smith. Tontelea micrantha ingår i släktet Tontelea och familjen Celastraceae. Inga underarter finns listade.